# Igarka
Igarka (ros. Игарка) – miasto w Rosji w północnej części Kraju Krasnojarskiego nad Jenisejem, 163 km za kołem podbiegunowym. Około 8,6 tys. mieszkańców (6183 (2010); 8627 (2002); 18 820 (1989); 16 000 (1970)).
Igarka została założona w roku 1929 jako ośrodek wyrębu i obróbki okolicznych lasów przez przesiedlonych siłą z południa Rosji chłopów. Zbudowano również port służący do eksportu pozyskanego tam drewna. W latach 1949–1953 podjęta została nieudana próba utworzenia połączenia kolejowego Igarki z siecią kolejową ZSRR. Projekt kolei Salechard–Igarka (Martwa Droga) pochłonął tysiące istnień więźniów sowieckich łagrów.
Aktualnie Igarka jest ośrodkiem przemysłu drzewnego i rybnego. Znajduje się tam port rzeczny dostępny dla statków pełnomorskich oraz stacja naukowo-badawcza Rosyjskiej Akademii Nauk.
Lokalne lotnisko położone jest na wyspie, co czyni je trudno dostępnym w okresie roztopów. Zimą na wyspę dojechać można po lodzie, latem działa połączenie promowe, w okresie przejściowym zaś przejazd na wyspę jest problemem.
Główną atrakcją Igarki jest obecnie Muzeum Skamielin, które wygrało parę nagród europejskich.